# Adorazione dei Magi (Botticelli Washington)
L'Adorazione dei Magi è un dipinto a tempera su tavola (70x103 cm) di Sandro Botticelli, databile al 1482 circa, conservato ed esposto nella National Gallery of Art a Washington.

## Storia
L'opera viene in genere datata a subito dopo il rientro dell'artista da Roma dove aveva collaborato alla decorazione della Cappella Sistina. Nello sfondo si colgono infatti influssi dell'arte di Pietro Perugino, suo collega nell'impresa in Vaticano. Il dipinto fece la sua apparizione documentabile nel XVIII presso l'incisore Peralli, che disse di averlo acquistato da una collezione privata romana. Passato a Dominique Vivant Denon, che lo trasportò a Parigi, venne venduto nel 1808 allo zar Alessandro I di Russia, che lo destinò all'Ermitage. Nel 1931 fece parte del lotto di opere d'arte di altissimo pregio messe in vendita segretamente da Stalin e acquistate, tramite vari intermediari, da Andrew W. Mellon, definita la più importante transazione d'arte del XX secolo. Con la collezione Mellon formò poi il nucleo del nascente museo nazionale statunitense, fin dal 1937.

## Descrizione e stile
L'Adorazione di Washington mostra uno schema derivato dalla più antica Adorazione dei Magi di Botticelli agli Uffizi (1475 circa), con la Sacra Famiglia al centro e i Magi coi rispettivi cortei disposti come due quinte laterali in prospettiva. La capanna è un edificio classico in rovina, probabilmente ispirato al reale stato delle rovine di Roma antica nel XV secolo, ed altri brandelli di edifici compaiono sullo sfondo. I Magi si apprestano a rendere omaggio al bambino: due sono già inginocchiati, un terzo, con ancora in testa la corona, sta a sinistra e inizia a piegarsi in segno di riverenza. Molto vario è il corteo degli astanti, in cui si devono trovare, come consueto in Botticelli, anche molti ritratti di persone a lui contemporanee, che però non sono state identificate.
A destra alcuni cavalieri attendono, coi cavalli che sembrano innervositi, infatti uno si raddrizza costringendo lo staffiere a un gesto concitato. Gli alti alberi dello sfondo e le dolci colline rimandano all'esempio del Rinascimento umbro.
I gruppi di figure sono simmetricamente bilanciati e dominati da una cadenza di vuoti e pieni che è meno scorrevole della tavola degli Uffizi. Le forme tendono a muoversi verso soluzioni più espressionistiche che verranno ulteriormente sviluppate nelle opere successive.